# 감찰관
감찰관(라틴어: censor, 켄소르)은 고대 로마의 직위로 인구 조사(census), 공중 도덕 감찰, 정부 재정 감독 등을 담당했다.

## 개요
감찰관의 직무는 과거의 집정관이 수행한 의무, 특히 선거, 조세와 병무를 위해 작성한 로마 시민들의 공식 명부인 인구조사 자료를 편찬하는 것이었다. 이 의무를 수행하기 위해 4년이나 5년마다 켄투리아회에서 두 명의 감찰관을 선출했다.
처음에 감찰관은 그다지 중요하지 않은 사람이었던 것 같다. 그러나 후대에는 시민들의 이름과 재산을 등록하고 조세와 병무에 대한 시민들의 능력을 평가하고 투표를 위해 그들에게 트리부스와 켄투리아를 배정해 주는 일을 하는 과정에서 감찰관은 집정관보다 더 두렵거나 존경스러운 대상이 된다. 감찰관직은 그처럼 비중있는 정무관직이었기에  죽을 때 왕에 해당하는 정복 자색 토가를 입고 장사되는 영예를 누렸다.

## 권한과 기능
세금 자료, 병무 자료, 투표인 명부를 작성하는 업무 외에도 감찰관은 기원전 312/10년 이후에는 원로원 의원을 지명하는 권한과, 품행이 로마 도덕법의 표준에 미달하는 의원들을 원로원에서 제명하는 권한을 획득했다. 감찰관은 시민 명부의 이름 맞은 편에 검정 표시를 함으로써 시민을 트리부스에서 축출하고, 농촌 트리부스에서 도시 트리부스로 전출시키고, 혹은 적어도 5년간 시민권 자체를 박탈할 수도 있었다.
감찰관은 원로원이 사용하거나 집정관이 지불한 기금의 내력을 확인하는 일도 맡았다. 도로, 교량, 수로, 공공 건물 같은 주요 공공 사업을 위한 계약서를 작성했다. 세금 등록과 국가 세입을 관장하면서 일 년 예산을 작성하는 데 필요한 지식을 얻었다. 이들은 그런 세입을 거둬들이기 위한 계약을 승인하고 국유지, 광산, 염전, 어업권을 임대하고 투기업자 혹은 세리들을 시켜 항만세와 국유지 무단 점유세를 거둬들였다. 감찰관이 손댈 수 없었던 세입은 전쟁 노획물뿐이었다.

## 같이 보기
- 권위주의
- 쿠르수스 호노룸

## 참고 문헌
프리츠 M.하이켈하임, 세드릭 A. 요, 앨런 M. 워드, 로마사(A History of the roman people). 서울: 현대지성사, ISBN 89-8347-011-9.